# جوردي جاسبر
جوردي جاسبر (بالفرنسية: Jordy Gaspar) (23 أبريل 1997 في فرنسا - ) هو لاعب كرة قدم فرنسي في مركز الدفاع. لعب مع أولمبيك ليون.

## روابط خارجية
- جوردي جاسبر على موقع قاعدة بيانات كرة القدم.إي يو (الإنجليزية)
- جوردي جاسبر على موقع ليكيب (الفرنسية)
- جوردي جاسبر على موقع Soccerway.com (الإنجليزية)
- جوردي جاسبر على موقع عالم كرة القدم.نت (الإنجليزية)
- جوردي جاسبر على موقع AS.com (الإسبانية)